# Louis Van Hege
Louis Van Hege (ur. 8 maja 1889 w Uccle, zm. 24 czerwca 1975 tamże) – belgijski piłkarz i bobsleista, złoty medalista olimpijski w roku 1920 z reprezentacją Belgii. Występował na pozycji napastnika.
Karierę piłkarską rozpoczął w belgijskim klubie Royale Union Saint-Gilloise. W roku 1910 przeszedł do włoskiego A.C. Milan, debiutując w meczu Milan – Genoa CFC (0:3). W mediolańskim zespole grał do sezonu 1916/1917. W roku 1915 został wezwany do służby w belgijskiej armii walczącej w I wojnie światowej, gdzie zajmował się organizacją meczów pokazowych z udziałem żołnierzy. W roku 1917 zagrał we Włoszech w spotkaniach przeciwko włoskiej reprezentacji oraz przeciwko Milanowi. Po zakończeniu wojny grał w RSC Anderlecht, gdzie zakończył karierę. W roku 1920 zdobył wraz z belgijską drużyną narodową złoty medal na igrzyskach olimpijskich w Antwerpii, strzelając 1 bramkę (w półfinale przeciwko reprezentacji Holandii). W 1932 roku wystąpił wraz z Maxem Houbenem na zimowych igrzyskach olimpijskich w bobslejowych dwójkach w Lake Placid.
Jeden z najlepszych napastników w historii Milanu, w 91 spotkaniach strzelił dla tego klubu 98 bramek.